# جيم ساذرلاند
جيم ساذرلاند (بالإنجليزية: Jim Sutherland)‏ هو لاعب كرة قدم أمريكية أمريكي، ولد في 20 أغسطس 1914 في وينيبيغ في كندا، وتوفي في 21 يونيو 1980 في هادين ليك في الولايات المتحدة.